# کوسکیا (آیداهو)
کوسکیا(به انگلیسی: Kooskia) شهری در شهرستان آیداهو ایالت آیداهو است که جمعیت آن در سرشماری سال ۲۰۱۰ میلادی ۶۰۷ نفر بوده است.